# Kortstaartdwergtiran
De kortstaartdwergtiran (Myiornis ecaudatus) is een zangvogel uit de familie Tyrannidae (tirannen).

## Verspreiding en leefgebied
Deze soort komt voor in het Amazonegebied en telt twee ondersoorten:
- M. e. miserabilis: oostelijk Colombia, Venezuela, de Guyana's, noordelijk Brazilië en Trinidad.
- M. e. ecaudatus: oostelijk Ecuador, oostelijk Peru, amazonisch westelijk Brazilië en noordelijk Bolivia.

## Status
De grootte van de populatie is niet gekwantificeerd maar de soort wordt omschreven als vrij algemeen. Op de Rode lijst van de IUCN heeft deze soort de status niet bedreigd.